# Gerson Peres
Gerson dos Santos Peres ComMM (Cametá, 2 de maio de 1931 — Belém, 21 de abril de 2020) foi um advogado, jornalista e político brasileiro filiado ao Progressistas (PP). Pelo Pará, foi vice-governador, deputado federal durante seis mandatos, deputado estadual por cinco e secretário de Promoção Social no governo Simão Jatene.

## Biografia
Filho de Romeu Duarte Peres e Joana dos Santos Peres. Começou sua vida política no movimento estudantil em Belém formando-se em Direito na Universidade Federal do Pará.
Trabalhou como jornalista nos jornais O Liberal e A Província do Pará.
Diretor regional do Serviço Nacional de Aprendizagem Industrial (SENAI) no Pará, foi eleito deputado estadual pelo PTB em 1958, migrou para a UDN e foi reeleito em 1962. Após o Golpe Militar de 1964 outorgar o bipartidarismo via Ato Institucional Número Dois, ingressou na ARENA sendo reeleito em 1966, 1970 e 1974.
Em 1978 foi eleito vice-governador do Pará por via indireta na chapa de Alacid Nunes sendo escolhido presidente do diretório estadual da ARENA e do PDS elegendo-se deputado federal em 1982, 1986 e 1990. Ausentou-se da votação da Emenda Dante de Oliveira em 1984 que propunha Eleições Diretas para Presidência da República, faltaram vinte e dois votos para a emenda ser aprovada. Foi eleitor de Paulo Maluf no Colégio Eleitoral, votou a favor do impeachment de Fernando Collor em 1992. Filiou-se depois a legendas como PPR e PPB reelegendo-se em 1994 e 1998.[carece de fontes?]
Em julho de 1994, Peres foi admitido pelo presidente Itamar Franco à Ordem do Mérito Militar no grau de Comendador especial.
Derrotado na disputa ao Senado Federal pelo PP em 2002, foi Secretário Especial de Promoção Social no primeiro governo Simão Jatene, reelegendo-se para seu último mandato de deputado federal em 2006.

## Morte
Morreu em 21 de abril de 2020 em um hospital de Belém, onde estava internado havia uma semana devido a COVID-19, durante a pandemia da doença no país.